# 4419 Allancook
4419 Allancook је астероид главног астероидног појаса са средњом удаљеношћу од Сунца која износи 3,062 астрономских јединица (АЈ).
Апсолутна магнитуда астероида је 12,6.